# الأسر المصرية الحاكمة
الأسر المصرية الحاكمة هي السلالات التي تعاقبت على حكم مصر منذ بداية التاريخ المكتوب وحتى إعلان الجمهورية عام 1953. يُنسب تقسيم الأسر إلى الكاهن مانيتون في القرن الثالث قبل الميلاد، والذي صنف ملوك مصر إلى أكثر من ثلاثين أسرة. هذا التقسيم ظل أساس التأريخ لعهود مصر القديمة حتى اليوم.

## الأسر الفرعونية (3100–332 ق.م)
| رقم الأسرة        | الفترة الزمنية   | العاصمة            | أبرز الملوك                                | ملاحظات                     |
| ----------------- | ---------------- | ------------------ | ------------------------------------------ | --------------------------- |
| الأولى            | 3100–2890 ق.م    | منف                | مينا                                       | توحيد مصر العليا والسفلى    |
| الثانية           | 2890–2686 ق.م    | منف                | حتب سخموى، بيريب سن                        | استمرار الاستقرار           |
| الثالثة           | 2686–2613 ق.م    | منف                | زوسر                                       | بناء هرم زوسر المدرج        |
| الرابعة           | 2613–2494 ق.م    | منف                | خوفو، خفرع، منكاورع                        | أهرامات الجيزة              |
| الخامسة           | 2494–2345 ق.م    | منف                | أوسركاف، ساحو رع                           | معابد الشمس                 |
| السادسة           | 2345–2181 ق.م    | منف                | بيبي الثاني                                | بداية الاضمحلال             |
| السابعة           | غير مؤكدة        | –                  | –                                          | فترة فوضى                   |
| الثامنة           | 2181–2160 ق.م    | منف                | –                                          | ضعف السلطة المركزية         |
| التاسعة           | 2160–2130 ق.م    | هيراكليوبوليس      | خيتي                                       | بداية عصر الاضمحلال الأول   |
| العاشرة           | 2130–2040 ق.م    | هيراكليوبوليس      | مرى كاري                                   | منافسة الأسرة 11            |
| الحادية عشرة      | 2134–1991 ق.م    | طيبة               | منتوحتب الثاني                             | إعادة توحيد مصر             |
| الثانية عشرة      | 1991–1802 ق.م    | إيت تاوي           | أمنمحات الأول، سنوسرت الثالث               | ازدهار الدولة الوسطى        |
| الثالثة عشرة      | 1802–1649 ق.م    | إيت تاوي           | سبك حتب                                    | بداية الاضمحلال الثاني      |
| الرابعة عشرة      | معاصرة للأسرة 13 | غرب الدلتا         | –                                          | ملوك محليون                 |
| الخامسة عشرة      | 1650–1550 ق.م    | أواريس             | حكام الهكسوس                               | سيطرة الهكسوس               |
| السادسة عشرة      | معاصرة           | طيبة               | –                                          | صراع مع الهكسوس             |
| السابعة عشرة      | 1580–1550 ق.م    | طيبة               | سقنن رع، كامس                              | بداية التحرير               |
| الثامنة عشرة      | 1550–1292 ق.م    | طيبة               | أحمس الأول، حتشبسوت، إخناتون، توت عنخ آمون | بداية المملكة الحديثة       |
| التاسعة عشرة      | 1292–1189 ق.م    | بر رعمسيس          | سيتي الأول، رمسيس الثاني                   | معركة قادش                  |
| العشرون           | 1189–1077 ق.م    | طيبة               | رمسيس الثالث                               | بداية التراجع               |
| الحادية والعشرون  | 1077–943 ق.م     | طيبة/تانيس         | باي نجم الأول                              | حكم الكهنة                  |
| الثانية والعشرون  | 943–720 ق.م      | تانيس              | شيشنق الأول                                | أصول ليبية                  |
| الثالثة والعشرون  | 837–728 ق.م      | هيراكليوبوليس/طيبة | –                                          | ملوك محليون                 |
| الرابعة والعشرون  | 732–720 ق.م      | سايس               | تف نخت، باكن رع                            | قصيرة العمر                 |
| الخامسة والعشرون  | 747–656 ق.م      | نبتة/طيبة          | بعنخي، شباكا، تهارقا                       | ملوك كوش (نوبة)             |
| السادسة والعشرون  | 664–525 ق.م      | سايس               | بسماتيك الأول                              | نهضة ساوية                  |
| السابعة والعشرون  | 525–404 ق.م      | بر-رعمسيس/ممفيس    | ملوك الفرس الأخمينيون                      | غزو فارسي                   |
| الثامنة والعشرون  | 404–399 ق.م      | سايس               | آميرتايوس                                  | قصيرة جداً                   |
| التاسعة والعشرون  | 399–380 ق.م      | منديس              | نفريتيس                                    | حكم محلي                    |
| الثلاثون          | 380–343 ق.م      | سايس               | نخت نبف                                    | آخر الأسرات المصرية الأصلية |
| الحادية والثلاثون | 343–332 ق.م      | ممفيس              | الفرس (أرتحشستا الثالث)                    | الغزو الفارسي الثاني        |

## العصر البطلمي (305–30 ق.م)
بعد غزو الإسكندر الأكبر لمصر، أسس بطليموس الأول سوتر الأسرة البطلمية، التي استمرت حتى عهد كليوباترا السابعة وسقوط مصر تحت الحكم الروماني سنة 30 ق.م.

## العصر الإسلامي والعثماني
حكمت مصر ولاة من قبل الخلافة الراشدة ثم الأموية والعباسية، تلاهم الطولونيون والإخشيديون والفاطميون والأيوبيون والمماليك، ثم أصبحت ولاية عثمانية (1517–1805).

## الأسرة العلوية (1805–1953)
أسسها محمد علي باشا بعد توليه حكم مصر سنة 1805.
من أبرز حكامها: محمد علي باشا، إبراهيم باشا، إسماعيل باشا، فؤاد الأول، فاروق الأول.
انتهى حكمها بإعلان الجمهورية بعد ثورة 23 يوليو 1952.